# غابورون يونايتد
نادي غابورون يونايتد الرياضي (بالإنجليزية: Gaborone United Sporting Club)‏ هو نادي كرة قدم بوتسواني مقره في العاصمة غابورون، تأسس عام 1967 ويلعب في دوري بوتسوانا الممتاز.